# Fight for the Rock
A Fight for the Rock az amerikai Savatage 1986-ban megjelent nagylemeze. Ezen a korongon debütált Johnny Lee Middleton basszusgitáros, aki ezt követően a zenekar összes albumán szerepelt és minden turnéján részt vett.

## Története
A Fight for the Rock a rajongók és a zenekari tagok szerint is egyértelműen a valaha született leggyengébb Savatage album. Ezt a véleményt Jon Oliva is megerősítette egy 1994 októberében adott interjúban, ahol kifejtette, hogy tulajdonképpen sosem kedvelte ezt az albumot.
Jon Oliva ekkortájt kezdett más előadók (például John Waite) számára pop-rock dalokat írni, így a soron következő Savatage albumra is ezekből raktak fel néhányat. A korábbi power metal vonal rajongóinak óriási csalódást okoztak a refréncenrtrikus, slágeresre formált hard rock dalok. Ez a váratlan irányváltás kétségessé tette a zenekar hitelességét, valamint lerombolta az együttes korábbi arculatát. Az albumot nemcsak a rajongók, hanem a kritikusok is negatív szavakkal illették, ezért Jon Oliva alkohollal és drogokkal próbálta meg feldolgozni a kudarcot.
A lemez borítója a hírhedt Raising the Flag on Iwo Jima fotó alapján készült. Az eredeti Joe Rosenthal kép a második világháborúban készült, melyen öt amerikai tengerészgyalogos látható, amint az Egyesült Államok zászlaját emelik fel.
Érdekesség, hogy a lemezre figyelmeztető matrica került, annak ellenére, hogy a dalok nem tartalmaztak szókimondó szövegeket.
A lemez sikertelensége miatt, a korongokon szereplő dalokat a zenekar hosszú ideig egyáltalán nem játszotta a koncerteken, de a későbbi programba is csak elvétve került be egy-egy dal.

## Dalok
1. "Fight for the Rock"  – 3:55
2. "Out on the Streets"  – 3:58
3. "Crying for Love"  – 3:27
4. "Day After Day" (Badfinger feldolgozás)  – 3:40
5. "The Edge of Midnight"  – 4:52
6. "Hyde"  – 3:51
7. "Lady in Disguise"  – 3:08
8. "She's Only Rock 'N Roll"  – 3:14
9. "Wishing Well"  – 3:20
10. "Red Light Paradise"  – 3:56

### 1997-es CD kiadás bónuszai
1. "If I Go Away" (akusztikus verzió) – 3:50

### 2002-es CD kiadás bónuszai
1. "The Dungeons are Calling (koncertfelvétel)" – 3:45
2. "City Beneath the Surface (koncertfelvétel)" – 5:01

## zenészek
- Jon Oliva – ének, zongora
- Criss Oliva – gitár/vokál
- Steve Wacholz – dob, ütőhangszerek
- Johnny Lee Middleton – basszusgitár, háttérvokál